# Schindler (Dokumentarfilm)
Schindler (Originaltitel: Schindler: The Documentary), auch betitelt als Oskar Schindler – Die wahre Geschichte, ist ein britischer Dokumentarfilm von 1983. Regisseur, Drehbuchautor und Produzent ist Jon Blair. Er erzählt darin aus dem Leben des NSDAP-Mitglieds Oskar Schindler, der während des Zweiten Weltkriegs über 1000 Juden vor ihrer Vernichtung durch die Nationalsozialisten rettete. Der Film beruht auf dem halbdokumentarischen Roman Schindlers Liste (1982) von Thomas Keneally und wurde neben diesem zu einer Grundlage für Steven Spielbergs Spielfilm Schindlers Liste (1993).

## Inhalt
Der Film besteht hauptsächlich aus deutschem Archivmaterial und Aufnahmen von Interviews, die Blair mit Schindlerjuden und Zeitzeugen führte. Zu den interviewten Personen gehören auch Oskar Schindlers Witwe Emilie Schindler und seine Geliebte Ewa Kisza sowie Amon Göths Dienerin Helen, die von der Brutalität berichtet, der sie durch Göth ausgesetzt war. Auch Göths Geliebte Ruth Irene Kalder ist im Interview zu sehen.
Als Sprecher und Erzähler fungiert der Schauspieler Dirk Bogarde.

## Entstehung und Veröffentlichung
Nach dem Erscheinen von Keneallys Roman plante der südafrikanische Filmemacher Jon Blair, einen Dokumentarfilm über Schindler zu drehen, und erhielt die Erlaubnis dafür erst auf Betreiben Steven Spielbergs, nachdem die Universal Studios als Rechteinhaber gezögert hatten.
Am Tag nach Blairs Interview mit Ruth Irene Kalder beging Kalder Selbstmord. Ihre Tochter Monika Göth äußerte sich in einem anderen Interview überzeugt davon, dass Blairs Interview der Auslöser für den Suizid war.
In Großbritannien wurde der Film erstmals 1983 im Fernsehen ausgestrahlt. In manchen Ländern außerhalb Großbritanniens erschien der Film erst 1994, im Zuge des hohen Interesses an Spielbergs Kinofilm. In den USA wurde er unter dem Titel Schindler: The Real Story im Fernsehen ausgestrahlt. In Deutschland wurde er auf Deutsch als Schindler auf Videokassette veröffentlicht und unter dem Titel Oskar Schindler – Die wahre Geschichte im Fernsehen ausgestrahlt.

## Rezeption
Der Film-Dienst beurteilte den Film als eine „sinnvolle Ergänzung“ zu Spielbergs Kinofilm und als aufbereitet in „wenig spektakulärem, aber informativem Dokumentarstil“. In der New York Times beurteilte Walter Goodman den Film als „packende, bewegende, sogar inspirierende Arbeit“.
Der Sprecher und Erzähler, Dirk Bogarde, spendete seine Transkripte für den Film dem Londoner Imperial War Museum. Später nutzten die britischen Schauspieler aus Spielbergs Kinofilm die Transkripte zur Vorbereitung auf ihre Rollen.
1984 wurde der Film mit einem British Academy Film Award in der Kategorie Bester Dokumentarfilm geehrt.